# Pokémon Diamond and Pearl Adventure!
Pokémon Diamond and Pearl Adventure! (viết tắt là DPA) là loạt manga Pokémon dựa trên Pokémon Diamond, Pearl, và Platinum. Truyện này được viết và minh họa bởi Ihara Shigekatsu. Tất cả tám tập truyện này đều được dịch ra tiếng Anhvà được phát hành ở Bắc Mỹ bởi Viz Media. Phần dịch của Viz Media được cấp phép bởi Nhà xuất bản Singapore Chuang Yi.

## Nhân vật
- Hareta (Tiếng Nhật: ハレタ),
- Mitsumi (Tiếng Nhật: ミツミ)
- Jun (Tiếng Nhật: ジュン)
- Koya (Tiếng Nhật: コウヤ)
- Tiến sĩ Nanakamado(Tiếng Nhật: ナナカマド博士 Dr. Nanakamado)
- "Handsome" (Tiếng Nhật: ハンサム "Handsome")
- Kaise (Tiếng Nhật: カイセー Kaise)
- Kurotsugu (Japanese: クロツグ Kurotsugu)
- Gen (Tiếng Nhật: ゲン Gen)

### Jimu Rīdā
- Hyota (Tiếng Nhật: ヒョウタ Hyota)
- Natane (Tiếng Nhật: ナタネ Natane)
- Sumomo (Tiếng Nhật: スモモ Sumomo)
- Maximum Mask (Tiếng Nhật: マキシマム仮面 Maximum Mask)
- Melissa (Tiếng Nhật: メリッサ Melissa)
- Tougan (Tiếng Nhật トウガン Tougan)
- Suzuna (Tiếng Nhật: スズナ Suzuna)
- Volkner (Tiếng Nhật: デンジ Volkner)

### Shitennō và Champion
- Ryo (Tiếng Nhật: リョウ Ryo)
- Kikuno (Tiếng Nhật: キクノ Kikuno)
- Oba (Tiếng Nhật: オーバ Oba)
- Goya (Tiếng Nhật: ゴヨウ Goyo)
- Shirona (Tiếng Nhật: シロナ Shirona)

### Nhóm Galactic
- Akagi (Tiếng Nhật: アカギ Akagi)
- Mazu (Tiếng Nhật: マーズ Mazu) is
- Jupita (Tiếng Nhật: ジュピター Jupita)
- Satan (Tiếng Nhật: サターン Satan)
- Pluto (Tiếng Nhật: プルート Pluto)
- K-2 (Tiếng Nhật: Ｋ－２ K-2)

### Loài Pokémon
- Piplup (Tiếng Nhật: ポッチャマ Pochama)
- Rejigigasu (Tiếng Nhật: レジギガス Rejigigasu)
- Emrit (Tiếng Nhật: エムリット Emrit)
- Yukushii (Tiếng Nhật: ユクシー Yukushii)
- Agunomu (Tiếng Nhật: アグノム Agunomu)
- Diaruga (Tiếng Nhật: ディアルガ Diaruga)
- Parukia (Tiếng Nhật: パルキア Parukia)
- Giratina (Tiếng Nhật: ギラティナ)
- Heatran (Tiếng Nhật: ヒードラン)

## Danh sách tập truyện
| - 1. In Search of the Legendary Pokémon Dialga!! (神話のポケモンを求めて!! Seeking a Mythical Pokémon!!) - 2. Hareta's Very First Pokémon Battle!! (ハレタ、 初のポケモンバトル!! Hareta's First Pokémon Battle!!) - 3. The Mystery Boy, Jun!! (なぞの少年・ジュンあらわれる!! The Mysterious Boy: Enter Jun!!) - 4. Win with Teamwork!! (チームプレイで打ち負かせ!! Win with Teamplay!!) - 5. Find Munchlax!! (ゴンベを探し出せ!! Find Gonbe!!) |

| - 6. Beauty Contest: The Pokémon Super Contest!! (美の競演! ポケモンスーパーコンテスト!! Beauty Contest! Pokémon Super Contest!!) - 7. Dialga's Secret Keys!! (ディアルガの秘密のカギ Dialga's Secret Keys) - 8. Team Galactic's Conspiracy, Revealed!! (明かされる ギンガ団の陰謀!! Revealed, The Galaxy Gang's Conspiracy!!) - 9. Challenge! The Fortress Of Steel!! (挑戦! ハガネの城!! Challenge! The Steel Castle!!) - 10. Serious Training on Iron Island!! (こうてつじまで本格修業!! Serious Training at Steel Island!!) |

| - 11. The Legendary Pokémon, Captured (とらわれた伝説のポケモン The Captive Legendary Pokémon) - 12. A Battle Of Wills (ぶつかり合う闘争心! Defeat the Enemy with United Fighting Spirit!) - 13. The Battle Rages On (激化する戦い The Intensifying Battle) - Đặc biệt 1. Deoxys, The Phantom Pokémon! (Part 1) (幻のポケモン・デオキシス!! (全編) Phantom Pokémon: Deoxys!! (Part 1)) - Đặc biệt 2. Deoxys, The Phantom Pokémon! (Part 2) (幻のポケモン・デオキシス!! (後編) Phantom Pokémon: Deoxys!! (Part 2)) |

| - 14. A Novel Test!! (新たなる試練!! A New Test!!) - 15. An Enormous Power Awakens! (目覚める巨大な力! Awakening of Giant Power!) - 16. Team Galactic's Greatest Warrior (ギンガ団最強の戦士 The Galaxy Gang's Greatest Warrior) - 17. Clash! Hareta vs. Mitsumi!! (激突! ハレタVSミツミ!! Clash! Hareta vs. Mitsumi!!) - Đặc biệt 3. The Tale of Hareta and Shaymin (ハレタとシェイの物語 The Tale of Hareta and Shaymin) |

| - 18. Battle Against Team Galactic...and Mitsumi! (ギンガ団・ミツミとの対決! Galaxy Gang: Showdown with Mitsumi!) - 19. (Violent)Earthquake! Cyrus's Consuming Ambition!! (激震! アカギの野望!! The Ground Shakes! Akagi's Ambitions!!) - 20. The Advent of the Legendary Pokémon!! (伝説のポケモン降臨!! The Legendary Pokémon Descends!!) - 21. Will Hareta's Wish Get Through?! (とどけ、 ハレタの思い! Hareta's Feelings Reach Out!) - 22. Bonds Connect Across Space-Time (時空をむすぶ絆... The Bonds That Link Space-Time...) |

| - 23. A New Battle Begins! (新たな戦いの始まり! A New Battle Begins!) - 24. Hareta's Heart's Desire (ハレタの熱き思い Hareta's Heated Emotions) - 25. Clash! Hareta vs. Koya (激突！ ハレタVSコウヤ Clash! Hareta vs. Kōya) - 26. Hearts and Spirits Collide (通じあう心 Connecting Heart to Heart) - 27. A Surprise Visit from Hareta's Father! (ハレタの父, 現る!! Hareta's Father, Revealed!!) - Đặc biệt 4. Mitsumi's Wish (ミツミの思い Mitsumi's Feelings) |

| - 28. Look for Giratina! (ギラティナを追え! Pursue Giratina!) - 29. A Clash! Hareta vs. Charon (激突!! ハレタVSプルート Clash!! Hareta vs. Pluto) - 30. The Anger of Legendary Pokémon Heatran (伝説のポケモン・ヒードランの怒り The Legendary Pokémon - Heatran's Rage) - 31. Hareta's Excellent New Partner... Minun?! (新相棒・マイナン大活躍!? New Partner - The Energetic Minun!?) - 32. Charon Must Be Stopped! (プルートの野望をうちくだけ! Crush Pluto's Ambitions!) - Đặc biệt 5. Return to Hareta's Home Forest! (続・ハレタとシェイの物語 The Tale of Hareta and Shaymin - Part 2) |

| - 33. The Birth of the Greatest Tag Team?! (最強のコンビ誕生!? The Ultimate Combination is Formed!?) - 34. Koya's Sad Reunion (コウヤ、 悲しき再会 Kōya's Sorrowful Reunion) - 35. Enter the Distortion World!! (突入! やぶれたせかい!! Break in! The Torn World!!) - 36. Hareta's Fierce Battle!! (ハレタ、 魂の激突!! Hareta's Clash of Souls!!) - 37. Gathering of the Legendary Pokémon! (伝説のポケモン集結!! The Legendary Pokémon Gather!!) - Đặc biệt 6. Hareta's Future (ハレタの向かう先 Hareta's Journey Continues) |

## Tổng quan
- Pokémon